# Брахнова Ірина Тихонівна
Ірина Тихонівна Брахнова (нар. 26 січня 1925 в м. Носівка Чернігівської області — пом. 29 жовтня 2001 в Києві) — український лікар і науковець-токсиколог. Доктор медичних наук (1972).

## Життєпис
Закінчила 1-й Московський медичний інститут (1952). У 1952—1983 роках працювала в Київському інституті гігієни праці та професійних захворювань (нині Інститут медицини праці НАМН України), де з 1960 року очолювала лабораторію промислових аерозолів. У 1983—2000 роках була провідною науковою співробітницею Інституту проблем матеріалознавства НАН України, де досліджувала вплив умов праці на здоров'я робітників за впровадження нових методів отримання порошків металевих сполук та виробів із них у галузі порошкової металургії. Також займалася регламентацією шкідливих чинників під час впровадження нових технологій зварювання і матеріалів, зокрема електродів, флюсів, зварювальних і наплавлювальних дротів та стрічок.

## Родина
Чоловік Брахнов Володимир Михайлович, мовознавець; дочка Брахнова Віра Володимирівна, український художник театру.

## Основні праці
1. Токсичность порошков металлов и их соединений. Київ, 1971;
2. Environmental Hazards of Metals // Toxiciti of Powdered Metals and Metal Compounds. Consultants Bureau, New York, 1975. 277 pages: illustrations ; ISBN 9780306108976, 0306108976, OCLC Number / Unique Identifier: 299759996
3. Свойства, получение и применение тугоплавких соединений: Справочник. Москва, 1986 (співавтор);
4. Токсикология тугоплавких соединений [Текст]: [монография] / И. Т. Брахнова, М. В. Яковенко ; НАН Украины, ГУ «Ин-т проблем материаловедения им. И. Н. Францевича», АМН Украины, ГУ «Ин-т медицины труда». — К. : Гнозис, 2010. — 288 с. : рис., табл. — Бібліогр. в кінці глав. — 250 прим. — ISBN 978-966-8840-68-5